# Podgozd, Nova Gorica
Podgozd je naselje v Mestni občini Nova Gorica. Ustanovljeno je bilo leta 1997 iz dela ozemlja naselja Ravnica. Leta 2015 je imelo 45 prebivalcev.